# Annelie Bränström-Öhman
Annelie Gunilla Marianne Bränström-Öhman, född 21 juni 1960 i Storuman i Stensele församling i Västerbottens län, är en svensk professor i litteraturvetenskap och genusvetenskap, verksam vid Umeå universitet.
Bränström-Öhman är uppvuxen i byn Svärtträsk i södra Lappland. Efter gymnasiestudier i Lycksele flyttade hon 1980 till Umeå, där hon började studera vid Umeå universitet; först den tvärvetenskapliga kulturarbetarlinjen, därefter genusvetenskap, kreativt skrivande och litteraturvetenskap.

## Forskning
Annelie Bränström-Öhman disputerade 1998 med avhandlingen Kärlekens ödeland: Rut Hillarp och kvinnornas fyrtiotalsmodernism, och anställdes senare som universitetslektor vid institutionen för kultur- och medievetenskaper. Hon har även varit föreståndare för Kvinnovetenskapligt forum och studierektor vid Genusforskarskolan vid Umeå universitet, som 2008 slogs samman till Umeå centrum för genusstudier (UCGS). Åren 2007–2012 medverkade hon i det VR-finansierade forskningsprogrammet Challenging Gender.
Bränström-Öhman antogs 2008 som docent och erhöll året därpå karriärbidrag för unga forskare vid Umeå universitet. Hennes forskning är bland annat inriktad på kärlek i modern litteratur, Sara Lidmans författarskap, emotionsstudier, litterära kläder och kreativt akademiskt skrivande.
Sedan 2012 är Annelie Bränström-Öhman professor i litteraturvetenskap och genusvetenskap med inriktning mot humaniora – med ämnesansvar för litteraturvetenskap.
Annelie Bränström-Öhman är gift med Anders Öhman, professor emeritus i litteraturvetenskap och litteraturdidaktik.

### Kulturellt skrivande
Bränström-Öhman har under sin karriär varit en flitig kulturskribent – såväl populärvetenskapligt som mer akademiskt – i tidningar och tidskrifter som Feministiskt perspektiv, Horisont, Häften för kritiska studier, Kulturella perspektiv, Lyrikvännen, Samlaren, Tidskrift för Genusvetenskap, Tidskrift för Litteraturvetenskap, Tidskriften Västerbotten och Västerbottens-Kuriren. 
Bränström-Öhman har också medverkat i P1-programmet Tankar för dagen.